# Marx può aspettare
Marx può aspettare è un film documentario del 2021 diretto da Marco Bellocchio.
Il film è stato presentato al Festival di Cannes 2021 nella sezione Cannes Première.

## Produzione
Nell'agosto del 2020 Bellocchio annuncia al Bif&st di star lavorando a un documentario "sulla mia famiglia, su una vicenda tragica che è accaduta alla mia famiglia", svelando inoltre che il titolo è dovuto a "una cosa che ha detto mio fratello a suo tempo".

## Distribuzione
A giugno del 2021 il Festival di Cannes annuncia la proiezione in anteprima del documentario, prevista per il 16 luglio, congiuntamente all'assegnazione della Palma d'oro onoraria a Bellocchio.
Sempre a giugno, 01 Distribution annuncia l'uscita del film nelle sale italiane il 15 luglio 2021.

## Riconoscimenti
Ciak d'oro - 2021
Migliore montaggio a Francesca Calvelli
Migliore colonna sonora a Ezio Bosso
Candidatura a miglior film
Candidatura a migliore regista a Marco Bellocchio
Candidatura a migliore fotografia a Michele Cherchi Palmieri e Paolo Ferrari

Nastro d'argento
Film dell'anno ai Nastri d'argento 2022